# جون ألين (سياسي)
جون ألين (بالإنجليزية: John Allen)‏ هو محامي وقاضي وسياسي أمريكي، ولد في 12 يونيو 1763 في الولايات المتحدة، وتوفي في 31 يوليو 1812 في نفس البلد. حزبياً، نشط في الحزب الفيدرالي الأمريكي. وقد انتخب عضو مجلس نواب كونيتيكت وانتخب عضو مجلس النواب الأمريكي.